# Флойд Патерсън
Флойд Патерсън (на английски език: Floyd Patterson) е американски боксьор, двукратен световен шампион за професионалисти в лека-тежка и тежка категория, Олимпийски шампион от Летните олимпийски игри в Хелзинки, Финландия през 1952 година в категория средна.
Патерсън е най-младият боксьор, станал шампион при най-тежките.

## Кратка биография
Роден в бедно семейство в Уако, Северна Каролина, Патерсън е най-малкото от единадесет деца. Семейство се преселва в Бруклин, Ню Йорк, където Флойд бяга от училище и се занимава с дребни кражби. На 10-годишна възраст той е изпратен в училище за момчета „Уилтуик“ (на английски: Wiltwyck School), щат Ню Йорк. Престоява там почти 2 години, след което е изпратен в училище „600“ за проблемни младежи..

### Начало на боксова кариера

#### Аматьорски бокс
На 14-годишна възраст започва да тренира бокс, като негов треньор е Кюс Дамато, в боксовия салон „Gramercy“. Когато е на 17 години, Патерсън става част от олимпийския тим по бокс на САЩ, за Олимпийските игри в Хелзинки 1952 годна, като спечелва златен медал в средна категория.
1952 г. е много успешна година за него, като в допълнение към олимпийското злато, Патерсън печели „Националния шампионат за аматьори“ в средна категория, и спечелва една от най-престижни награди за аматьори – „Златните ръкавици“. До края 50-те години на ХХ век Патерсън живее в „Роквил Център“, Ню Йорк.

### Професионален бокс
Патерсън преминава при професионалистите и стабилно започва да напредва в ранглистата в категория лека-тежка. В началото претърпява поражение в осемрундов мач, от бившия шампион в тази категория Джоуи Максим, на 7 юни 1954 година, в „Паркуей Арена“, Бруклин, Ню Йорк.
Скоро след това неговият мениджър Дамато решава Флойд да премине в тежка категория. Дамато прави тези планове, като същата година той обявява на пресконференция, че Патерсън се стреми към участие в тежка категория.
Когато световният шампион в тежка категория Роки Марчиано обявява своето оттегляне, непобеден, и овакантява шампионската титла на 27 април 1956 година, Патерсън е класиран от списание „Ring“ като претендент за титлата. В изявление Джим Норис от „Международния Боксов Клуб“ заявява, че Патерсън е един от шестимата боксьори, които ще вземат участие в турнир с директни елиминации, за короната на наследник на великия Марчиано. „Ring“ поставя Патерсън на 5-о място в тежката категория.
След победа над Томи „Урагана“ Джаксън в елиминациите, Патерсън се изправя срещу шампиона в лека-тежка категория Арчи Мур, на 30 ноември 1956 година, в мач за Световната титла в тежка категория. Той побеждава Мур с нокаут в петия рунд, и става най-младият световен шампион в историята на тежка категория, когато е само на 21 години и 10 месеца. Той е и първият олимпийски шампион, който спечелва титлата при професионалистите в тежка категория.
След поредица от защити на световната си титла, Патерсън се среща с шведския боксьор Ингемар Йохансон, в първия от три мача. Йохансон триумфира над Патерсън на 26 юни 1959 година, когато реферът Руби Голдщайн спира мача в третия рунд, след като шведът изпраща Патерсън седем пъти в нокдаун. Така Йохансон става първият швед, световен шампион в тежка категория, като по този начин става национален герой на Швеция, и е първият европеец, победил американец за титлата от 1933 година, когато титлата печели легендарният германски боксьор Макс Шмелинг.
Патерсън се изправя отново срещу шведа на 20 юни 1960 година в мач реванш, като успява да нокаутира Йохансон в петия рунд, с което става първият боксьор, който успява да си върне титлата при най-тежките. В резултат на тежкия нокаут Йохансон лежи с отворени очи и трептящ ляв крак и в безсъзнание повече от пет минути, преди целият, облян в кръв, да го поставят да седне на столчето в неговия ъгъл.
Според правилата е насрочен трети мач за титлата, който е определен да бъде на 13 март 1961 година, като Патерсън запазва титлата си, изпращайки отново в нокаут Йохансон в шестия рунд.
В последвали мачове Патерсън успешно се справя с няколко по-неизвестни боксьори, включително олимпийския шампион от 1956 година Пийт Рейдмахер, в първия му професионален мач.
През 1962 година шампионът се изправя срещу претендента за титлата Сони Листън. В мач между двамата, игран на 25 септември 1962 година, Патерсън губи титлата с нокаут от Листън в първия рунд. Десет месеца по-късно, на 22 юли 1963 година, Патерсън се опитва да стане първият боксьор, който може да стене носител на титлата три пъти, но Листън отново го нокаутира в първия рунд.
След тези загуби Патерсън преминава през тежка депресия. Въпреки това той се възстановена и започва пак да се бие и да печели мачове, включително над Еди Майчън и Джордж Чувало. Патерсън става претендент номер едно за титлата, която вече е спечелена от Мохамед Али. На 22 ноември 1965 година, в пореден опит да бъде шампион при най-тежките, Патерсън губи с технически нокаут в края на 12-и рунд от Али.
Въпреки тази загуба, Патерсън все още е законен претендент за титлата. През 1966 година той пътува до Англия, където се изправя с британския боксьор Хенри Купър, като го нокаутира в четвъртия рунд в мач, игран на стадион „Уембли“. В сравнение, Мохамед Али не успява да нокаутира Купър в двете си битки с англичанина.
През септември 1969 година Патерсън се развежда с първата си съпруга Сандра Патерсън. Тя иска той да спре с бокса, но Флойд не е готов да напусна още, знаейки, че може да получи още един шанс за титлата.
Когато Световната боксова асоциация (WBA), организира турнир на елиминации от осем боксьори, които да определят наследника на Мохамед Али, Патерсън остава на 12 място, което не му дава възможност да се бие за трита титла.
Въпреки това Флойд се среща отново с Мохамед Али, на 20 септември 1972 година, като отново губи, което го кара да прекрати своята състезателна кариера на 37-годишна възраст.

### След кариерата
След оттеглянето си Флойд и неговият бивш опонент Йохансон стават близки приятели, които поне веднъж в годината прелитат Атлантическия океан, за да се видят. Патерсън става член на Нюйоркската атлетическа комисия и е приет в „Международната боксова зала на славата“.
През 1982 и 1983 г. той бяга в ежегодния маратон в Стокхолм заедно с Ингемар Йохансон.
Патерсън живее в Ню Палтц, Ню Йорк, в продължение на дълги години, и е познат като истински джентълмен сред своите съграждани. Става част от Католическата общност и член на „Рицарите на Колумб“.
Неговият доведен син, Трейси Харис Патерсън, става също боксьор и е световен шампион в категория „супер петел“ през 90-те години, като е трениран от Флойд през част от кариерата си.
През 1985 година новият стадион в Ню Палтц е кръстен „Флойд Патерсън Фийлд“ в негова чест.

### Смърт
В късните години от живота си Флойд Патерсън страда от болестта на Алцхаймер и рак на простатата. Една седмица преди смъртта си е хоспитализиран, но умира на 11 май 2006 година, на 71-годишна възраст.
Той е погребан в местните гробища в Ню Палтц.